# Société générale des tramways à vapeur de Cochinchine
La Société générale des tramways à vapeur de Cochinchine est une entreprise qui gère une ligne de tramway à vapeur entre Saïgon et Mỹ Tho de 1880 à 1911.
La Cochinchine est le berceau du rail indochinois, et la petite ligne de Saïgon à Cholon est historiquement la première ligne du Viêt Nam.

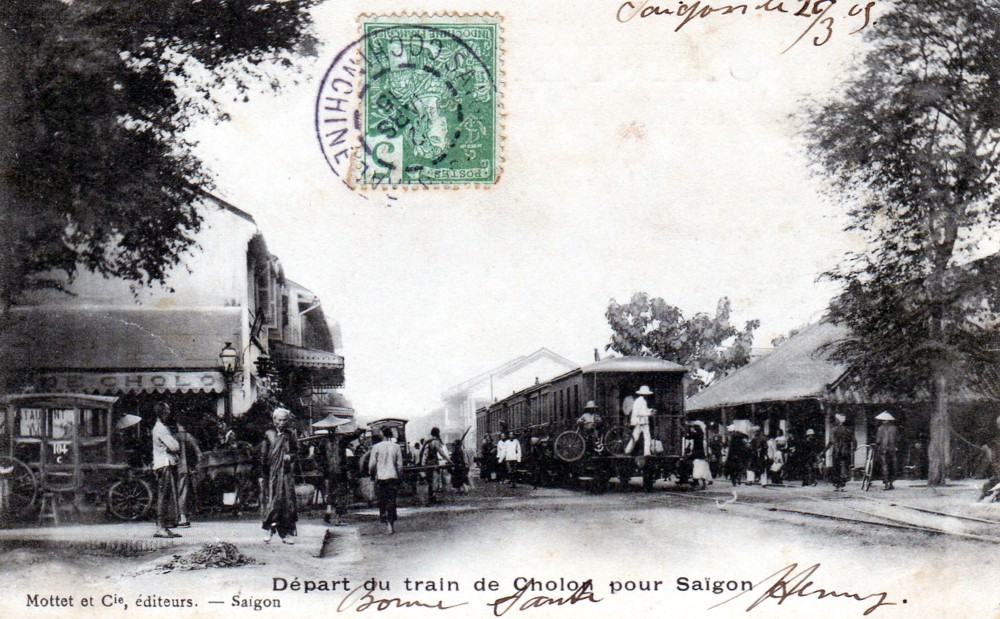
Tramway dans les rues de Cholon, 1910.

## Les premiers projets et la création de la compagnie
Dès le 24 septembre 1873, un certain Joyeux réclame la concession d'une « petite ligne de chemin de fer ou de tramway entre Saïgon et Cholon ». Ne trouvant pas de capitaux en France, il s'associe avec des financiers britanniques, ce qui motive sans doute le rejet de sa demande.
Le 18 octobre 1875, le négociant saïgonais Alfred G. Hoog obtient la concession. Mais il n'entreprend rien, et le projet sombre vite dans l'oubli.
Quatre ans plus tard, le 11 décembre 1879, la concession est accordée aux négociants saïgonais Ogliastro et Théodore Blustein. Pour financer l'opération, ils se sont associés aux capitalistes parisiens Cousin et Desbuissons. Le cahier des charges du futur chemin de fer est publié le 19 janvier 1880. Partant du port de Saïgon, la ligne doit longer la rivière de Saïgon, puis l'arroyo chinois. Elle empruntera ensuite la route haute de Saïgon pour aboutir au quai Caudot à Cholon.
La Société générale des tramways à vapeur de Cochinchine est créée peu après, avec siège social au 24 rue Saint-Lazare à Paris. Elle est officiellement substituée aux concessionnaires initiaux par décisions du conseil colonial des 25 et 26 octobre 1880.

## La construction et le début de l'exploitation

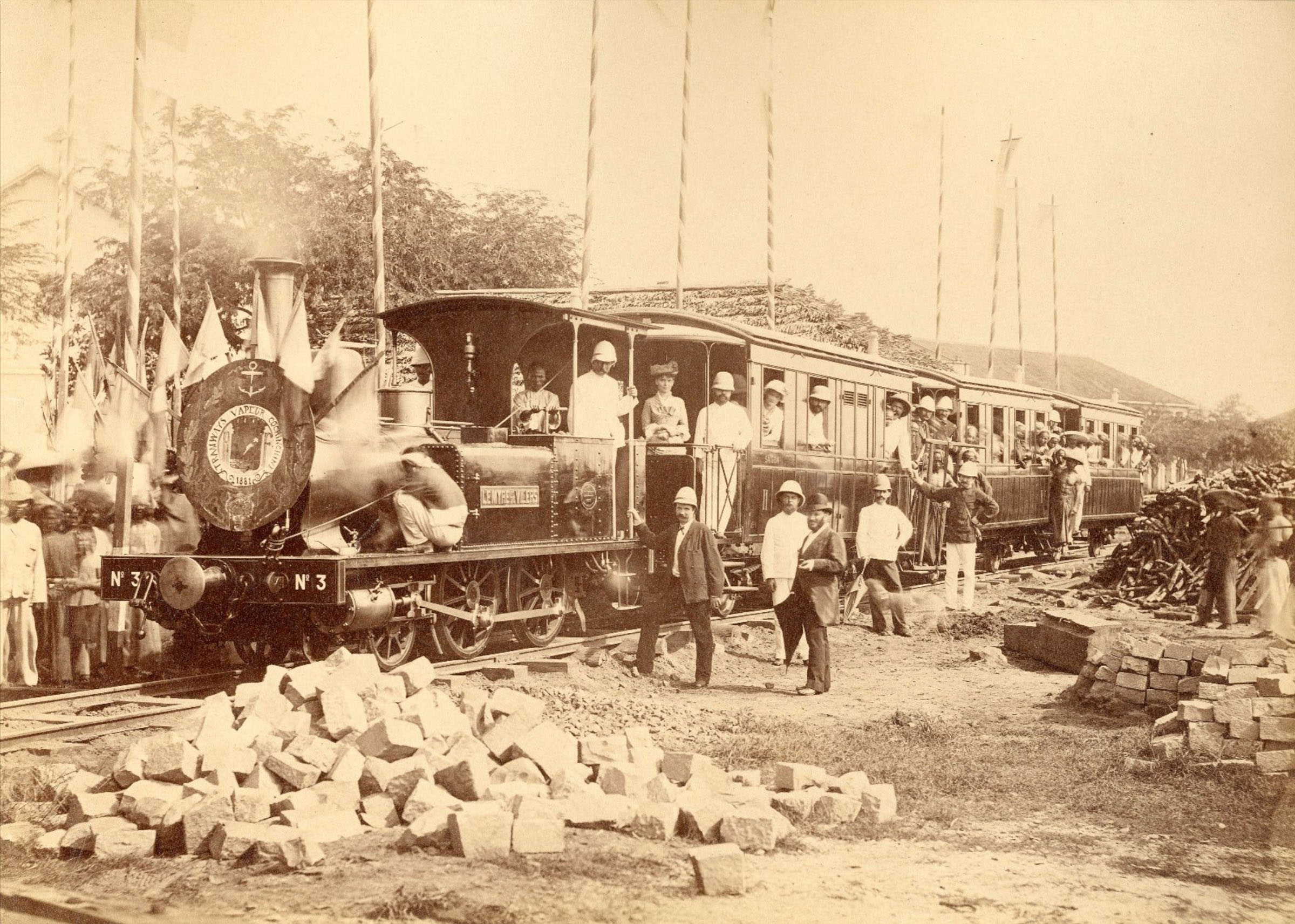
Inauguration de la ligne de Cholon le 27 décembre 1881.

Établie en voie métrique, la ligne est très rapidement construite. Inaugurée le 27 décembre 1881, elle connait un succès immédiat. Fin janvier 1882, le lieutenant gouverneur note déjà : « Les annamites montrent un véritable engouement pour ce mode de transport. Pendant les premiers jours, le nombre de voyageurs a atteint les deux mille. Je suppose que ces chiffres véritablement extraordinaires ne se maintiendront pas. Néanmoins, le succès de l'entreprise et des autres voies ferrées parait hors de contestation ». Mais le tramway de Saïgon à Cholon ne conserve pas longtemps son monopole. très vite, il lui faut compter avec la concurrence de la Compagnie des chemins de fer garantis des colonies françaises (CCFGCF) qui dessert également Cholon.

## La fusion avec leSaïgon-Mytho

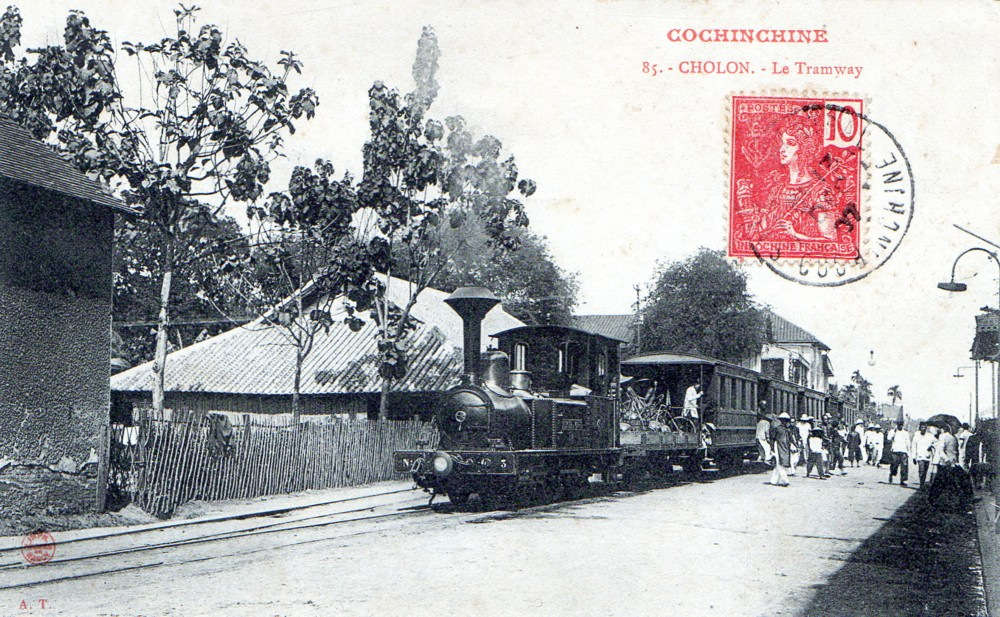
La locomotive no 3 à Cholon, 1905.

L'exploitation en régie du Saïgon-Mytho par la colonie ne donne pas des résultats très probants. Très vite, on en revient à la solution initialement prévue, c'est-à-dire l'affermage. L'adjudication a lieu à Paris et à Saïgon le 15 juillet 1889 et c'est la SGTVC qui est choisie. Une convention du 12 septembre 1889 lui confie l'exploitation du Saïgon-Mytho pour une période de 10 ans. Le 20 juin 1893, un acte additionnel prorogera cette durée pour une période de 12 ans tout en fusionnant les deux exploitations. À l'époque, les dirigeants de la SGTVC ont donc le monopole des transports ferroviaires en Cochinchine. Cette situation ne dure pas, du fait du développement rapide de la Compagnie française des tramways de l'Indochine (CFTI). Cela va avoir une influence néfaste sur la vie de la compagnie, qui ne vit pratiquement que du trafic voyageur. La ligne de Mytho est en très mauvais état, il faut reconstruire les ponts et la moderniser. Le déplacement de la gare de Mytho, en juillet 1897, est une timide amélioration.

## La reprise par la colonie
La concession du Saïgon-Mytho arrive à échéance au 31 décembre 1911. La date approchant, la SGTVC effectue de nombreuses démarches en 1908 et 1909 afin d'obtenir une prorogation pour une durée de 75 ans. En échange, elle est prête à verser des bénéfices accrus à la colonie, et à construire à ses frais la ligne de Mytho à Vinh Long. Mais elle n'est plus seule sur les rangs. Le 4 septembre 1909, la Société d'entreprise et d'exploitation en Indochine demande au gouverneur général Klobukowski la concession des lignes Saïgon-Mytho-Cantho, Saïgon-Phantiet, et Saïgon-Cholon-Binh Donh pour une durée de 50 ans. Les initiateurs du projet proposent également la construction à leurs frais, risques et périls, pour le 31 juillet 1911 et pour un coût de 18 millions de francs, d'une ligne Tanhiep-Cantho-Cholon-Binh Donh avec raccordement aux usines de riz de cette dernière localité.
Cela n'impressionne pas outre-mesure le gouverneur-général, qui crée le 11 aout 1910 une commission chargée d'étudier « les diverses mesures qu'il y a lieu de prendre en vue d'assurer l'exploitation du Saïgon-Mytho et du Saïgon-Cholon par la route haute à partir du 1er janvier 1912, ainsi que les diverses possibilités d'extension des voies ferrées dans l'ouest cochinchinois ». Malgré leur progression, les recettes de la compagnie n'arrivent toujours pas à couvrir les dépenses.
Le 14 décembre 1911, un arrêté du gouvernement général rattache la ligne Saïgon-Mytho à la circonscription sud des Chemins de fer de l'Indochine (CFI). Le 31 décembre, un autre arrêté stipule que « La circonscription sud des chemins de fer de l'Indochine est chargée d'exploiter, à compter du 1er janvier 1912, pour le compte du gouvernement de Cochinchine et sous son contrôle, le tramway de Saïgon à Cholon ». C'en est fini de la SGTVC.

## Le matériel
- Locomotives à vapeur

| Type  | N° SGTVC | N° CFI          | Constructeur   | Type usine | N° usine    | Année | Poids | Notes                              |
| ----- | -------- | --------------- | -------------- | ---------- | ----------- | ----- | ----- | ---------------------------------- |
| 120 T | 1 à 3    |                 | SACM, Mulhouse | 41         | 3164 à 3166 | 1881  |       | Saïgon, Cholon, Le Myre de Villers |
| 120 T | 4        |                 | SACM, Mulhouse | 41         | 3464        | 1883  |       | Gia Dinh                           |
| 120 T | 5        |                 | SACM, Mulhouse | 41         | 4457        | 1892  |       | Binh Tay                           |
| 220 T | 7 à 9    | 22-101 à 22-103 | SACM, Belfort  | 126        | 4661 à 4663 | 1896  |       | Ben Luc, Vaïco, Tan An             |
| 220 T | 10 à 11  | 22-104 à 22-105 | SACM, Belfort  | 126        | 4696 à 4697 | 1897  |       | Mékong, Binh Dienh                 |